# Episodi di The Bill Cosby Show (prima stagione)
La prima stagione della serie televisiva The Bill Cosby Show è stata trasmessa in anteprima negli Stati Uniti d'America dalla NBC tra il 14 settembre 1969 e il 5 aprile 1970.
| nº | Titolo originale                       | Titolo italiano                    | Prima TV USA      | Prima TV Italia |
| -- | -------------------------------------- | ---------------------------------- | ----------------- | --------------- |
| 1  | The Fatal Phone Call                   | La fatale telefonata               | 14 settembre 1969 |                 |
| 2  | Lullaby and Goodnight                  | Sono distrutto                     | 21 settembre 1969 |                 |
| 3  | The Best Hook Shot in the World        | Il più lungo gancio del mondo      | 28 settembre 1969 |                 |
| 4  | A Girl Named Pumkin                    | Una bambina di nome coniglietto    | 5 ottobre 1969    |                 |
| 5  | Rules Is Rules                         | Le regole sono regole              | 12 ottobre 1969   |                 |
| 6  | Let X Equal a Lousy Weekend            | Una vera incognita                 | 26 ottobre 1969   |                 |
| 7  | To Kincaid, with Love                  | Uno strano equivoco                | 2 novembre 1969   |                 |
| 8  | The Killer Instinct                    | Istinto omicida                    | 9 novembre 1969   |                 |
| 9  | The Substitute                         | Il supplente                       | 16 novembre 1969  |                 |
| 10 | Brotherly Love                         | Amore Fraterno                     | 23 novembre 1969  |                 |
| 11 | Going the Route                        | Un lavoro inaspettato              | 30 novembre 1969  |                 |
| 12 | A Word from Our Sponsor                | Provini per la TV                  | 7 dicembre 1969   |                 |
| 13 | A Christmas Ballad                     | L'albero di Natale                 | 21 dicembre 1969  |                 |
| 14 | Home Remedy                            | Toccasana per il raffreddore       | 28 dicembre 1969  |                 |
| 15 | Growing, Growing, Grown                | Il morso                           | 4 gennaio 1970    |                 |
| 16 | The Elevator Doesn't Stop Here Anymore | L'ascensore                        | 11 gennaio 1970   |                 |
| 17 | Lover's Quarrel                        | Un matrimonio felice               | 18 gennaio 1970   |                 |
| 18 | The Worst Crook That Ever Lived        | La partita di Baseball             | 25 gennaio 1970   |                 |
| 19 | The Gumball Incident                   | Ľincidente                         | 1º febbraio 1970  |                 |
| 20 | Goodbye, Cruel World                   | Addio mondo crudele                | 8 febbraio 1970   |                 |
| 21 | Driven to Distraction                  | Incline alla distrazione           | 15 febbraio 1970  |                 |
| 22 | Blind Date                             | Quello strano appuntamento         | 1º marzo 1970     |                 |
| 23 | How You Play the Game                  | L'importante è giocare             | 8 marzo 1970      |                 |
| 24 | The Return of Big Bad Bubba Bronson    | Il ritorno del cattivo Big Bronson | 22 marzo 1970     |                 |
| 25 | This Mouth Is Rated X                  | Linguaggio vietato ai minori       | 29 marzo 1970     |                 |
| 26 | Really Cool                            | Un'intervista imbarazzante         | 5 aprile 1970     |                 |